# Orpheum (Nürnberg)

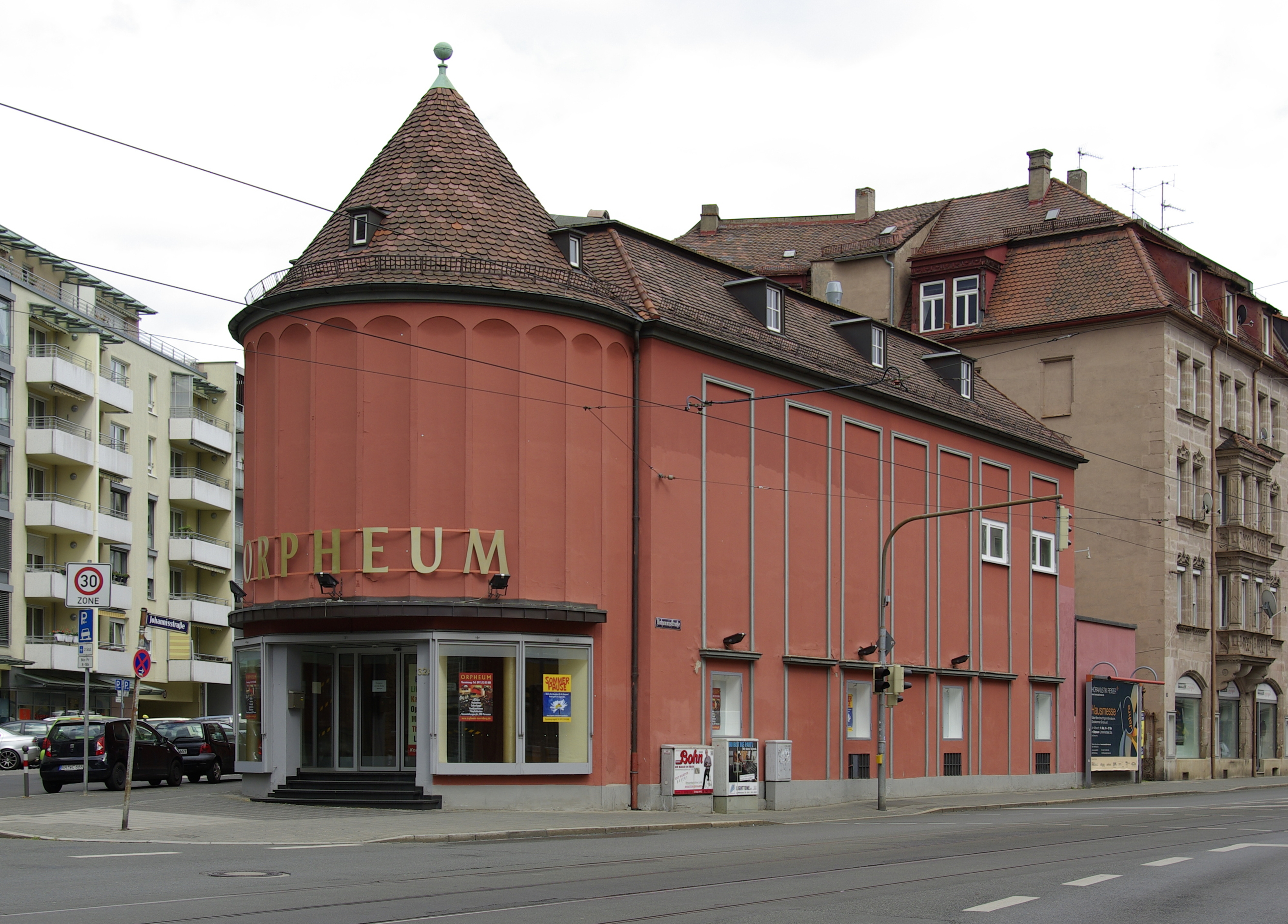
Das Orpheum, 2016

Das Orpheum in Nürnberg ist ein ehemaliges Kino und heutiger Veranstaltungssaal. Es befindet sich in der Johannisstraße 32a im Stadtteil St. Johannis an dem fast spitz zulaufenden Eckgrundstück zur Burgschmietstraße.

## Geschichte
Die Orpheum-Lichtspiele wurden seit 1910 von der Inhaberin Frida Stehr betrieben. Damals befand sich das Lichtspielhaus im Erdgeschoss des damals hier stehenden Mietshauses. 1912 wurde das Kino von Leonhard Scharf gekauft. 1918 verfügte das Stadtteilkino über 190 Sitzplätze. 1940 fasste das Orpheum-Lichtspielhaus 186 Gäste. 1943 wurde das Gebäude bei einem Luftangriff auf Nürnberg zerstört.

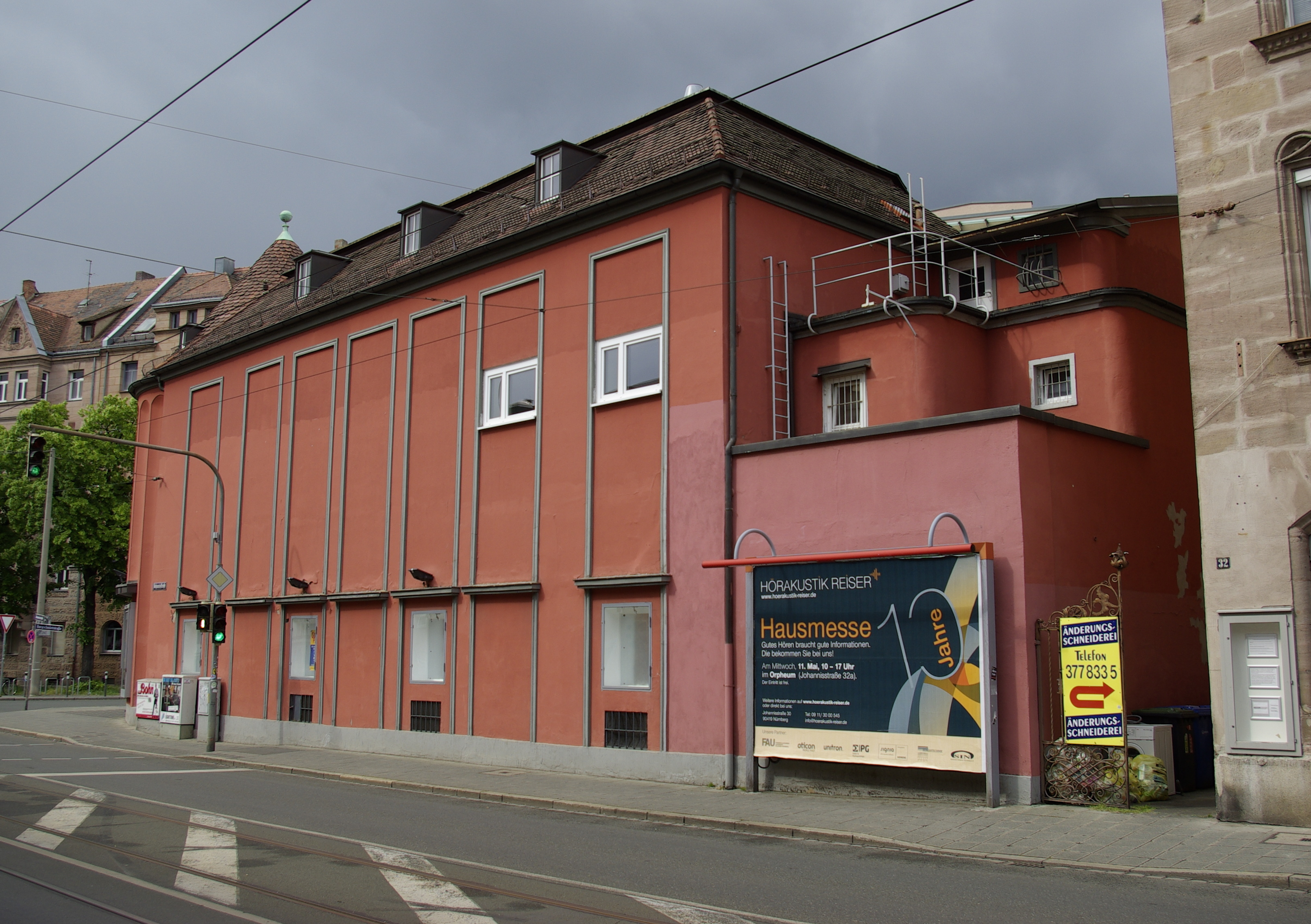
Das Orpheum, 2016

Nach dem Zweiten Weltkrieg errichtete Leonhard Scharf anstelle des zerstörten Wohn- und Geschäftshauses den Neubau eines eigenen Kinogebäudes mit 600 Sitzplätzen und Klimaanlage. Die Vorführtechnik bestand aus einem Bauer-Projektor B 8 mit einem Klangfilm-Eurodyn-Tonverstärker. Architekt des 1949 fertiggestellten und wieder eröffneten Orpheum-Film-Theaters war der Regierungsbaumeister Fritz Loesch, der gegenüber in der Burgschmietstraße 50 wohnte. Der Kopfbau in exponierter Lage ist ein eigenwilliges Beispiel für die deutsche Architektur zwischen Traditionalismus und früher Nachkriegsmoderne. Das „Orpherla“, wie es von den Nürnbergern auch genannt wurde, blieb bis 1964 in Familienbesitz. Nach dem Tod seines Sohnes verkaufte der Inhaber Hermann Scharf das Gebäude. Es wurde fortan unter anderem als Supermarkt, Matratzen-Geschäft und Möbelladen genutzt.
Ende der 2000er Jahre wurde das Gebäude renoviert und für zwei Jahre unter dem Namen Orpheum für Familien- und Firmenfeiern vermietet. 2010 zeigte der Verein Mobiles Kino Nürnberg dort erstmals wieder Filme. Nach erneutem Leerstand wurde das Orpheum 2014 von einem Privatveranstalter übernommen, der es wiederum als Veranstaltungssaal nutzt und vermietet.